# Фукуда, Нобуко
Нобуко Фукуда (яп. 福田 修子; род. 29 июля 1980, Овани, Аомори) — японская лыжница, участница трёх Олимпийских игр. Специалистка спринтерских гонок.

## Карьера
В Кубке мира Фукуда дебютировала в 2001 году, в декабре 2003 года первый раз попала в десятку лучших на этапе Кубка мира, в эстафете. Всего на сегодняшний день имеет на своём счету 6 попаданий в десятку лучших на этапах Кубка мира, все в командных гонках, в личных гонках не поднималась выше 15-го места. Лучшим достижением Фукуды в общем итоговом зачёте Кубка мира является 56-е место в сезоне 2007-08.
На Олимпиаде-2002 в Солт-Лейк-Сити стала 39-й в спринте и 9-й в эстафете, кроме того стартовала в масс-старте на 15 км, но не добралась до финиша, так же принимала участие в гонке преследования 5+5 км, но заняв в первой части 50-е место, не попала в число участников второй части гонки.
На Олимпиаде-2006 в Турине заняла 8-е место в командном спринте, 12-е место в эстафете и 24-е место в спринте.
На Олимпиаде-2010 в Ванкувере принимала участие в трёх гонках: 10 км коньком — 51-е место, командный спринт — 12-е место, эстафета — 8-е место.
За свою карьеру принимала участие в четырёх чемпионатах мира, лучший результат 7-е место в эстафете на 2009 года в Либереце, в личных гонках не поднималась выше 17-го места.
Использует лыжи производства фирмы Fischer, ботинки и крепления Salomon.